# Amt Darmstadt
Das Amt Darmstadt war ein Amt der Grafschaft Katzenelnbogen und ihrer Rechtsnachfolger, zuletzt des Großherzogtums Hessen.

## Geografie

### Lage
Das Amt Darmstadt nahm ein Gebiet rund um Darmstadt ein. Die meisten zugehörigen Dörfer sind heute Stadtteile von Darmstadt oder gehören zum benachbarten Weiterstadt. Die Stadt Darmstadt war der Amtssitz.

### Bestandteile
Zum Amt Darmstadt gehörten:
- Arheilgen
- Bessungen
- Braunshardt
- Darmstadt
- Erzhausen
- Gräfenhausen
- Kranichstein[2]
- Schneppenhausen
- Weiterstadt
- Wixhausen

## Funktion
In Mittelalter und Früher Neuzeit waren Ämter eine Ebene zwischen den Gemeinden und der Landesherrschaft. Die Funktionen von Verwaltung und Rechtsprechung waren hier nicht getrennt. Dem Amt stand ein Amtmann vor, der von der Landesherrschaft eingesetzt wurde. 

## Geschichte

### Mittelalter
Das Amt Darmstadt gehörte zur Grafschaft Katzenelnbogen und dort zur Obergrafschaft Katzenelnbogen. 1457 heiratete Anna von Katzenelnbogen, Erbtochter Philipps des Älteren, Landgraf Heinrich III. von Hessen. Mit dem Tod Philipps 1479 fiel die Grafschaft Katzenelnbogen – und damit auch das Amt Darmstadt – an die Landgrafschaft Hessen.

### Frühe Neuzeit
Bei der Teilung der Landgrafschaft Hessen unter den Erben des Landgrafen Philipp I. 1567 gelangte die gesamte Obergrafschaft Katzenelnbogen an die Landgrafschaft Hessen-Darmstadt.
Deren erster Regent, Landgraf Georg I., veranlasste, dass die von seinem Kanzler, Johann Kleinschmidt, zusammengestellte Sammlung Landrecht der Obergrafschaft Katzenelnbogen dort rechtsverbindlich wurde. Sie galt in allen Gemeinden des Amtes Darmstadt als Partikularrecht, subsidiär ergänzt durch das Gemeine Recht, bis ans Ende des 19. Jahrhunderts. Erst das Bürgerliche Gesetzbuch, das einheitlich im ganzen Deutschen Reich galt, setzte zum 1. Januar 1900 das alte Partikularrecht außer Kraft.

### Neuzeit und Auflösung
Mit dem Zusammenbruch der alten Ordnung in der Folge der Französischen Revolution musste sich auch die Landgrafschaft Hessen-Darmstadt neu organisieren, vor allem die durch Säkularisation und Mediatisierung hinzugewonnenen Gebiete in den Staat integrieren. Aus der Obergrafschaft Katzenelnbogen und allen Gebieten südlich des Mains, die nun zur Landgrafschaft gehörten, wurde das Fürstentum Starkenburg (später: Provinz Starkenburg) gebildet, in dem auch das Amt Darmstadt lag.
Mit der Ausführungsverordnung vom 9. Dezember 1803 wurde zunächst das Gerichtswesen der beiden oberen Instanzen neu organisiert. Die Ämter – so auch Darmstadt – blieben die erste Instanz der Rechtsprechung in Zivilsachen. Für das Fürstentum Starkenburg wurde das „Hofgericht Darmstadt“ Gericht der zweiten Instanz für Zivilsachen. Zuständig war es weiter erstinstanzlich für standesherrliche Familiensachen und Strafsachen. Ihm übergeordnet war das Oberappellationsgericht Darmstadt. 1806 wurde die Landgrafschaft Hessen-Darmstadt zum Großherzogtum Hessen.
1821 kam es zu einer Justiz- und Verwaltungsreform, mit der auch die Trennung der Rechtsprechung von der Verwaltung auf unterer Ebene umgesetzt wurde. Die Ämter wurden aufgelöst, ihre Aufgaben hinsichtlich der Verwaltung neu gebildeten Landratsbezirken, die erstinstanzliche Rechtsprechung Landgerichten (im Fall der Stadt Darmstadt „Stadtgericht“ genannt) übertragen. Die Orte des ehemaligen Amtes Darmstadt wurden in unterschiedliche neue Landrats- und Landgerichtsbezirke verteilt:
| Gemeinde        | Landratsbezirk           | Landgerichtsbezirk        |
| --------------- | ------------------------ | ------------------------- |
| Arheilgen       | Landratsbezirk Langen    | Landgerichtsbezirk Langen |
| Bessungen       | Landratsbezirk Darmstadt | Stadtgericht Darmstadt    |
| Braunshardt     | Landratsbezirk Langen    | Landgerichtsbezirk Langen |
| Darmstadt       | Landratsbezirk Darmstadt | Stadtgericht Darmstadt    |
| Erzhausen       | Landratsbezirk Langen    | Landgerichtsbezirk Langen |
| Gräfenhausen    | Landratsbezirk Langen    | Landgerichtsbezirk Langen |
| Kranichstein    | Landratsbezirk Darmstadt | Stadtgericht Darmstadt    |
| Schneppenhausen | Landratsbezirk Langen    | Landgerichtsbezirk Langen |
| Weiterstadt     | Landratsbezirk Langen    | Landgerichtsbezirk Langen |
| Wixhausen       | Landratsbezirk Langen    | Landgerichtsbezirk Langen |